# Goran Šukalo
Goran Šukalo est un footballeur international slovène, né le 24 août 1981 à Koper en Yougoslavie (auj. en Slovénie) qui évolue au poste de milieu relayeur.

## Palmarès
- SpVgg Unterhaching
  - Champion de Regionalliga Süd en 2003.
- MSV Duisbourg
  - Finaliste de la Coupe d'Allemagne en 2011.